# Aforia kupriyanovi
Aforia kupriyanovi é uma espécie de gastrópode do gênero Aforia, pertencente a família Cochlespiridae.